# Tolyposporium globuligerum
Tolyposporium globuligerum är en svampart som först beskrevs av Berk. & Broome, och fick sitt nu gällande namn av Ricker 1905. Tolyposporium globuligerum ingår i släktet Tolyposporium och familjen Anthracoideaceae.   Inga underarter finns listade i Catalogue of Life.